# Tosca
A Tosca Giacomo Puccini egyik háromfelvonásos operája. Szövegkönyvét Luigi Illica és Giuseppe Giacosa írta, Victorien Sardou La Tosca (1887) című drámája alapján. Ez az egyik legszebb és sokakat magával ragadó mű az operatörténetében, mely izgalmas alkotás a szeretetről, a harcról és a féltékenységről.
Puccini — bár tetszett neki az ötlet — először elvetette a tervet, és csak akkor tért vissza hozzá, amikor megtudta, hogy a megzenésítés ötletével Giuseppe Verdi, majd Alberto Franchetti is foglalkozik. A szövegkönyvben Illica és Giacosa hűen követte a színmű cselekményét, a szükséges rövidítések még fokozták is a drámai feszültséget. A zenei szövet felépítése sokban emlékeztet a Bohéméletnél alkalmazott és kitűnően bevált módszerre. A kompozíció gerince kevés, nagyon pregnáns és könnyen megjegyezhető téma. A Tosca a romantikus melodráma hagyományait őrzi, hasonlóan A trubadúrhoz vagy a La Giocondához. Kevésbé érvényesülnek benne a verizmus jelei, mint például a Bajazzókban vagy a Parasztbecsületben. Ősbemutatóját a római Teatro Costanziban tartották 1900. január 14-én. Magyarországon először a Magyar Királyi Operaházban vitték színre 1903. december 1-jén. Az operairodalom legismertebb művei közé tartozik, címszerepe az egyik legkedveltebb szopránszerep.
Korábbi operáinak szövegkönyvírója, Ferdinando Fontana röviddel az Edgar bemutatója után javasolta először Puccininak, hogy írjon operát ebből a darabból is. 1889. május 7-én Puccini azt írta kiadójának, Giulio Ricordinak, hogy a témát vonzónak találja, mert az „se nem túlméretezett, se nem rafináltan látványos, s arra sem nyújt alkalmat, hogy szokás szerint túlzenésítsék”. Eután folyamatosan ösztökélte Ricordit, hogy szerezze meg a szerzői jogot, de Sardou eleinte nem volt hajlandó erről tárgyalni. Később Ricordi is más művekre összpontosított, ezért a Tosca megzenésítése tovább késett. Másfél év telt el, mire Ricordinak és Puccininek sikerült megszereznie a megzenésítés jogát. Ricordi ekkor megbízott egy szövegkönyvírót, hogy alakítsa a darabot az operaszínpad követelményeihez, ám a várakozásokkal ellentétben nem Fontanát nevezte ki librettistának, hanem Luigi Illicát. Fontana ezt rossz néven vette: arra hivatkozott, hogy a témát ő ajánlotta először, és neheztelt, mert úgy érezte, végérvényesen kisemmizték abból, hogy Puccini eljövendő műveiben közreműködhessen.

## A mű keletkezése

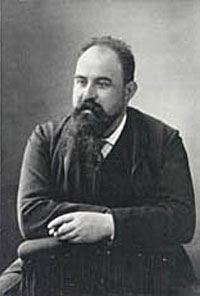
Giuseppe Giacosa

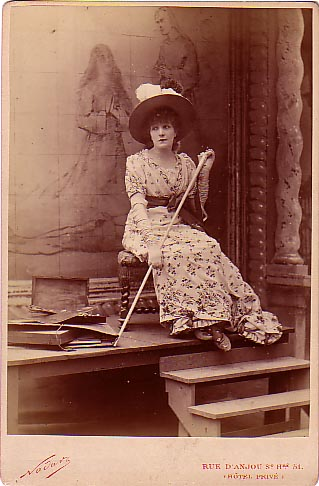
Sarah Bernhardt Tosca szerepében Sardou drámájában

Röviddel az Edgar bemutatója után javasolta először Ferdinando Fontana Puccininak, hogy írjon operát Victorien Sardou La Toscája alapján. 1889. május 7-én Puccini azt írta Giulio Ricordinak, a kiadójának, hogy a témát vonzónak találja, mert az „se nem túlméretezett, se nem rafináltan látványos, s arra sem nyújt alkalmat, hogy szokás szerint túlzenésítsék”. Puccini folyamatosan ösztökélte Ricordit, hogy tegyen lépéseket a szerzői jog megszerzése érdekében, de Sardou eleinte nem volt hajlandó erről tárgyalni. Később Ricordi is más művekre összpontosított, ezért a Tosca megzenésítése tovább késett. Másfél év telt el, mire Ricordinak és Puccininek sikerült megszerezni a megzenésítés jogát. Ricordi ekkor megbízott egy szövegkönyvírót, hogy alakítsa a darabot az operaszínpad követelményeihez, ám a várakozásokkal ellentétben nem Fontanát, hanem Luigi Illicát nevezte ki librettistának. Fontana ezt rossz néven vette: arra hivatkozott, hogy a témát ő ajánlotta először, és neheztelt, mert úgy érezte, végérvényesen kisemmizték abból, hogy Puccini eljövendő műveiben közreműködhessen.
1891 januárjában, amikor Ricordi Illicát munkába állította, még nem volt biztos, hogy Puccini zenésíti-e majd meg, hiszen időközben a zeneszerzőt lefoglalta a Manon Lescaut komponálása. Ricordi valószínűleg a végszükség esetére tartogatta a Tosca tervét, arra az esetre, ha a Manon Lescaut szövegkönyvéből adódó nehézségek áthidalhatatlanná válnának, és el kellene állnia attól az operától. Illica librettóvázlata három évig fiókban hevert.
1894-ben Puccini a Bohémélet mellett kötelezte el magát, így a Tosca megírása tovább halasztódott. Ricordi Alberto Franchetti bárónak adta át a vázlatot. Franchetti két évvel volt fiatalabb Puccininál, és Kolumbusz Kristóf című operája, amit a neves hajós hőstettének négyszázadik évfordulójára írt, nemcsak a bemutató helyszínén, Genovában (1892. október 6.) aratott nagy sikert, hanem a világhírű milánói Teatro alla Scalában is.
1894 első hónapjaiban látott hozzá Illica a Tosca szövegkönyvének finomításához, de lassan haladt vele, mert párhuzamosan egyéb terveken is dolgozott, köztük a Bohéméleten is. Az év októberében Párizsba utazott, hogy megszerezze Sardou beleegyezését a Tosca Franchetti számára készített librettójához. Abban az időben Párizsban tartózkodott a nyolcvanegy éves Verdi is, hogy felügyelje az Otello francia bemutatóját. Őt Ricordi is elkísérte. Sardou, Illica és Franchetti valamikor találkozott egymással. A beszámolókból nem derül ki világosan, hogy itt Verdi és Ricordi is jelen volt-e, illetve hogy tartottak-e még egy összejövetelt, immár Sardou nélkül. Tekintettel Verdi életkorára, helyzetére és arra, hogy nem szerette a társadalmi eseményeket, a két találkozós változat sokkal valószínűbbnek látszik. Bárhogy történt is, Verdi élénken érdeklődött a szövegkönyv iránt, és sajnálkozott, hogy kora miatt ő maga nem vállalkozhat annak megzenésítésére. Kétségtelen, hogy Verdi reagálása nagyot emelt a javasolt Tosca értékén Ricordi szemében.
1895 januárjában Illica levelet írt Ricordinak és részletesen beszámolt, milyen problémák nehezítik együttműködését Franchettivel. A zeneszerző állandóan át akarta íratni a darabot, és így a munka folyton szétesett Illica keze között. A téma közben Puccini számára is kívánatossá vált, főleg, amikor megtudta, hogy a Toscán egyik vetélytársa dolgozik, méghozzá olyan valaki (Franchetti), aki kényszerű kontárkodásával tönkreteheti a művet. Puccini arra is hivatkozott, hogy ő hozta szóba a Toscát, és már jóval azelőtt meg akarta komponálni, hogy Franchetti színre lépett volna. Azt, hogy Franchetti lemondott a Toscáról, általában azzal szokták indokolni, hogy Illica és Ricordi, Puccini tudtával módszeresen aláásta Franchetti hitét a tervezetben, és amint elérték céljukat, azonnal átadták a Toscát Puccininek. Ezek ugyan csak találgatások és feltételezések, az azonban tény, hogy egy 1895. augusztus 9-én barátjához, Carlo Clausettihez írt levelében Puccini diadalmasan számolt be új szövegkönyvéről.
Puccini előbb befejezte a Bohéméletet, majd októberben Firenzébe utazott, hogy megnézze Sarah Bernhardtot Sardou darabjának főszerepében. Puccinit egyaránt elkeserítette a színésznő gyenge alakítása és a hallgatóság hűvös viselkedése. Attól tartott, hogy rosszul ítélte meg a darabot. Kételyeit Ricordival is megosztotta, aki postafordultával megnyugtatta, hogy Bernhardt Milánóban ragyogóan játszott a darabban, és a közönség vadul lelkesedett. Elmagyarázta, hogy a színésznő Firenzébe indulása előtt megbetegedett. Puccini megnyugodva tért vissza a Bohémélethez, hogy befejezze a hangszerelést.
Illica munkáját Giuseppe Giacosa segítette: ő írta át versbe a librettót. Illica képtelen volt teljes figyelmét a Toscának szentelni. Sokat kellett törődnie egy másik operával, Umberto Giordano André Chénier-jével, amin már huzamosabb ideje dolgozott. Ez a mű biztosan jutott túl a próbákon és a bemutatón – 1896. március 28-án a Scalában. Később Puccinit szólította el a kötelesség Palermóba, ahol a Bohémélet színre vitelén kellett őrködnie, így a munka lassan haladt. Giacosának nem tetszett Illica Tosca-tervezete, a témát ellenszenvesnek és költőietlennek találta. Ráadásul úgy vélte, hogy a cselekményt nem jól dolgozták át operai előadásra, mert kevés lehetőséget nyújtott lírára és poézisre. Augusztus 23-án egy Ricordihoz intézett levélben ekképp összegezte fenntartásait: Ebben a drámában otrombák az érzelmes akciók, s nélkülözik a költészetet. Ricordi azonban hajthatatlan maradt, így Giacosa kénytelen volt folytatni a munkát. Egy nappal azelőtt, hogy Giacosa megírta levelét Ricordinak, Puccini értesítette Illicát, hogy elkezdte komponálni az új opera zenéjét. Az első felvonással 1896. augusztus 22-re lett meg. A kéziratos partitúra azt sugallja, hogy Puccini először Tosca és Cavaradossi kettősének Mia gelosa! kezdetű E-dúr részét komponálta meg. Ez a részlet külön lapokon található, amiket egybekötöttek a felvonás többi részével; a kettős néhány részletének szövege három különböző változatban maradt fenn, ami szokatlan dolog Puccini kézirataiban, és arra utal, hogy a zene (Illica és Giacosa lassú munkája miatt) megelőzte a szöveget.
A teljes darab megírása azonban tovább késett. Giacosa csak november 18-án értesítette Illicát, hogy készen van a verseléssel. December elején Puccini Torre del Lagóból Milánóba utazott, hogy megbeszélje a részleteket a két librettistával. Legközelebb csak februárban tért vissza, ekkor is csak rövid időre, hogy felügyelje a Bohémélet előadásait a Scalában. Ezután Torre del Lagóban tartózkodott, komponált, majd elutazott Angliába. Elfoglaltsága miatt a Tosca első felvonásának hangszerelésével csak 1898 augusztusában végzett, de előbb még Illicával elutazott Párizsba a Bohémélet bemutatójára. Felkeresték Sardout is, hogy végleges egyezségre jussanak a darab utolsó felvonásáról. Egy második találkozón, a következő év januárjában az eredeti dráma szerzője azt ajánlotta, hogy Tosca az Angyalvár bástyafaláról ugorjon a Tiberisbe. Puccini tiltakozott, mondván, hogy a folyó nem a vár és a Szent Péter-bazilika között folyik, de Sardou csak gúnyosan legyintett, hajthatatlan maradt. Puccini visszatért Toszkánába, ahol Monsagratiban, egy Lucca melletti faluban telepedett le, és nekilátott a darab végleges megformálásának. A munkáját továbbra is hátráltatta Giacosa, aki még mindig elégedetlen volt az első felvonás szövegével, és azt folyamatosan módosítgatta. 1898. november 22-én Puccini részt vett Mascagni Iris című operájának római bemutatóján, hogy meghallgassa az ünnepelt szopránt, Hariclea Darclée-t, akit első Toscájául kiszemelt.
Puccini 1899. február 23-án kezdte hangszerelni a Tosca második felvonását, és július 16-ig ez kötötte le. A harmadik felvonás partitúráját – az előjáték kivételével – szeptember 25-én fejezte be. Ahogy az egyes felvonásokat befejezte, azonnal elküldte őkett Ricordinak. Ricordi október 10-én írt levelében felhívta a maestro figyelmét az opera koncepciójának és szerkezetének hibáira. Nem kifogásolta Cavaradossi áriáját és Tosca belépőjét, sem a kivégzési jelenetet a harmadik felvonás végén, de aggodalmának adott hangot Tosca és Cavaradossi kettőse miatt, amely szerinte a darab ragyogó középpontja kellett volna legyen. A legjobban az zavarta, hogy az a részlet, amit Illica a Szerelem és Művészet himnuszának szánt, alig néhány ütemre rövidült. Puccini azonnal válaszolt Ricordi levelére. Mivel megdöbbentette Ricordi szavainak súlya, kifejezte hitét zenéjében: a kettős szaggatott voltát azzal igazolta, hogy Tosca aggodalma lélektanilag igaz az adott helyzetben. Az úgynevezett Himnusz ügyében azzal védekezett, hogy még várja a végső szöveget Giacosától. Levelét azzal az ajánlattal zárta, hogy felajánlotta: Milánóba megy és eljátssza csak Ricordinak a vitatott részleteket. A harmadik felvonás előjátéka késett, mert Puccini egy rövid költeményt akart betenni római dialektusban, hogy fokozza a hangulatot. A pásztorfiú díszletek mögötti dalához olyan négysoros versszakot kívánt, amely romantikus melankóliát fejez ki, de úgy, hogy semmiféle egyenes összefüggése ne legyen a cselekménnyel. Ahogy gyakran megtette, amikor a zene már megszületett agyában, de még nem volt hozzá szöveg, elküldött egy négysoros verset mintaként, hogy a ritmust előírja Alfredo Vandininek, egyik gyermekkori barátjának. A szöveget bizonyos Giggi Zanazzo szolgáltatta, de nem szerepelt a kéziratos partitúrában, amikor Puccini elküldte azt Ricordinak.

## Történelmi háttér
A darab történelmi háttere részben valós. Napoléon Bonaparte tábornok, a Francia Köztársaság Első Konzulja, miután helyreállította Franciaország belső rendjét, uralma megszilárdítására területszerző hadjáratokat indított a környező országok ellen. 1796-97-ben kiverte az osztrákokat Itáliából, és a meghódított területeken olyan köztársaságot szervezett, amelyet a franciák ellenőriztek. Az 1798. február 15-én kikiáltott bábállam élére hét konzulból álló irányítótestületet nevezett ki.
Ekkor azonban esküdt ellenséggel találta magát szemben: Mária Karolinával, IV. Ferdinánd nápolyi király feleségével, Mária Terézia császárné leányával. A királyné célul tűzte ki, hogy megbosszulja húgának, a francia forradalom vezetői által kivégeztetett Mária Antóniának, XVI. Lajos francia király feleségének halálát, és kiszorítsa a franciákat Itáliából. A spanyol seregek osztrák és orosz támogatással, az ún. második franciaellenes koalíció segítségével 1799 szeptemberében leverték a Római Köztársaság egy ideig sikeresen védekező csapatait, elfoglalták Rómát, és elfogták a köztársaság vezetőit, közöttük az egyik konzult, Liborio Angeluccit (a darabbeli Cesare Angelottit). A város újonnan kinevezett és rövid idő alatt rettegett hírűvé vált rendőrfőnöke – a nápolyi udvart feltétel nélkül kiszolgáló Vitellio Scarpia báró – személyes feladatként kapta az elfogott vezér Nápolyba szállításának megszervezését, hogy ott aztán kellő elrettentést keltve nyilvánosan végezhessék ki. Esetleges kudarc esetén súlyos büntetésre számíthatott. Közben 1800. június 14-én Marengónál ismét összecsaptak Bonaparte Napóleon seregei az osztrák erőkkel. Az ütközet sokáig a Melas generális vezette Habsburg-csapatok győzelmét sejtette, ezért ő diadalittas üzenetben jelentette is a sikert (később, erősítésük beérkezése után a franciák kerekedtek felül).
A történet további része az írói képzelet szüleménye, bár egy forrás Cavaradossit is létező személynek, a neves párizsi festő, Jacques-Louis David tanítványának tünteti föl. Állítólag a francia fővárosban szívta magába a forradalmi tanokat, ott lett a köztársaság és eszmerendszere – szabadság testvériség, egyenlőség – elkötelezett híve.

## Szereplők

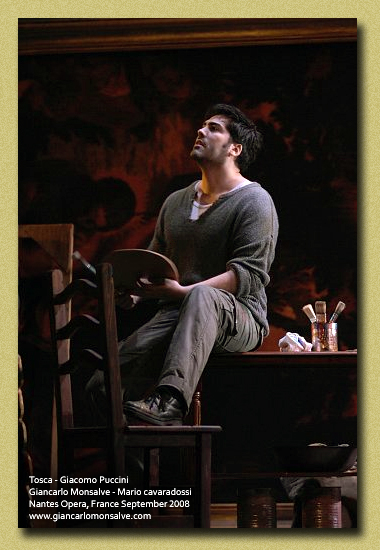
Giancarlo Monsalve Cavaradossi szerepében

| Szereplő                                                                           | Hangfekvés  | Szereposztás az ősbemutatón 1900. január 14. |
| ---------------------------------------------------------------------------------- | ----------- | -------------------------------------------- |
| Floria Tosca, énekesnő                                                             | szoprán     | Hariclea Darclée                             |
| Mario Cavaradossi, festő                                                           | tenor       | Emilio de Marchi                             |
| Scarpia, Róma rendőrfőnöke                                                         | bariton     | Eugenio Giraldoni                            |
| Cesare Angelotti, a Római Köztársaság konzulja                                     | basszus     | Ruggero Galli                                |
| Sekrestyés                                                                         | basszus     | Ettore Borelli                               |
| Sciarrone, rendőr                                                                  | basszus     | Giuseppe Gironi                              |
| Spoletta, a rendőrség ügynöke                                                      | tenor       | Enrico Giordano                              |
| Börtönőr                                                                           | basszus     | Aristide Parassani                           |
| Pásztorfiú                                                                         | gyermekhang | Angelo Righi                                 |
| Katonák, rendőrök, ministránsok, nemesurak és hölgyek, városi lakosok, kézművesek. |             |                                              |

## Cselekmény
Helyszín: Róma, a spanyol megszállás idején
Idő: 1800. június

### Első felvonás
Helyszín: Sant’Andrea della Valle templom
Az Angyalvárból megszökött politikai fogoly Angelotti, a levert Római Köztársaság egykori consulja a Sant’Andrea della Valle-templomba menekül, ahol családja egy kápolnát tart fenn. A kápolnában nővére, Attavanti márkiné női ruhákat rejtett el, hogy azokban szökhessen. Angelotti a közeledő sekrestyés elől a kápolnába menekül. Megérkezik Mario Cavaradossi is, aki egy Magdolnát ábrázoló képet fest a templomnak. Magdolnát Angelotti nővéréről mintázta. A sekrestyés segít Cavaradossi munkájában, majd távozik. Angelotti előjön rejtekhelyéről, és elmeséli Cavaradossinak, miként szabadult az Angyalvárból. Cavaradossi felajánlja segítségét a félelemtől reszkető, az éhségtől legyengült embernek. Beszélgetésüket Tosca érkezése szakítja meg. Angelotti ismét elrejtőzik, Cavaradossi egy kosárban nekiadja ebédjét, hogy erőre kapjon. A féltékeny énekesnő meghallotta, hogy a festő valakivel beszélget, és ezt szóvá is teszi. Féltékenysége főleg akkor kap lángra, amikor a festményen felismeri Attavanti márkinét. Cavaradossi megnyugtatja, és biztosítja szerelméről. Az énekesnő távozása után Angelotti ismét előjön rejtekhelyéről. Cavaradossi felajánlja neki a házát, és azt javasolja, hogy veszély esetén a kerti kútban rejtőzzék el. Ágyúlövés jelzi, hogy rabok szöktek meg az Angyalvárból. Angelotti és Cavaradossi sietve távozik. A templomba érkezik Scarpia, Róma rendőrfőnöke. Segédje, Spoletta megtalálja a kápolnában az üres kosarat és a női ruhákat (többek közt egy legyezőt is). A templom megtelik a Te Deumra készülő papokkal és hívőkkel. Tosca visszatér, de nem találja szerelmét. Scarpia kihasználja az énekesnő féltékenységét, és megmutatja neki Attavanti márkinő legyezőjét. Tosca féltékenyen elrohan, hogy rajtakapja hűtlennek vélt szerelmesét. Scarpia fogadkozik: Tosca az övé lesz! A Te Deum alatt is reá gondol: Tosca, elfeledteted velem Istent!

### Második felvonás
Helyszín: Farnese-palota
Scarpia a Farnese-palota felső szintjén lévő dolgozószobájában várja kopóit. Amíg vacsoráját fogyasztja, a nyitott ablakon behallatszik az ünnepi kantáta, Tosca csengő éneke. Spoletta jelenik meg. Angelottit nem találták, viszont elfogták a szökését nyilvánvalóan segítő festőt. Cavaradossi mindent tagad, ezért Scarpia elrendeli kínvallatását. Amint elkezdik, bekísérik Toscát is, mert a Cavaradossihoz fűződő kapcsolatát ismerő rendőrfőnök előrelátóan idekérette őt is. Az asszony egy idő után nem tudja hallgatni tovább kedvese jajgatását, és elárulja Angelotti rejtekhelyét. Nem sejti, hogy ezzel nemcsak szerelmese sorsát pecsételte meg, hanem a sajátját is. Elővezetik a szenvedéstől alig támolygó festőt, és a rendőrfőnök előtte utasítja embereit az asszonytól hallottak alapján: Angelottit a kertben, a mély kútból nyíló üregben találják meg. Cavaradossi éktelen dühvel támad Toscára, mert fölfedte a biztos rejtekhelyet. Amikor meghallja, hogy Napóleon győzött Marengónál, örömujjongásban tör ki, amivel végleg elárulja, hogy a bukott köztársasággal szimpatizál. A hírt hamarosan módosítják: a csata Napóleon vereségével, a szövetséges erők győzelmével ért véget. A megtört festőt elvezetik, ítélete nem kérdéses: halál. Tosca végső kétségbeesésében megtörik és elfogadja az őt szerelmével egyre hevesebben üldöző Scarpia követelését: övé lesz, ha megkíméli kedvese életét és menlevelet ad kettőjüknek, amivel elhagyhatják a várost. Scarpia behívja Spoletta nyomozót és közli vele, hogy Cavaradossit mégsem akasztják, hanem agyonlövik, és kétszer is elismétli: ugyanúgy hajtsák végre, mint Palmieri grófét. Tosca azt hiszi, hogy vaktölténnyel lőnek; nem sejti, hogy Palmierit kivégezték. Tosca követelésére Scarpia menlevelet ír: az énekesnő és a kíséretében lévő lovag bántatlanul elhagyhatja a palotát és külföldre hajózhat. Amikor átnyújtja az aláírt okmányt és cserébe jutalmát kéri, Tosca az asztalról fölkapott késsel szíven szúrja.

### Harmadik felvonás
Helyszín: Angyalvár (Castel Sant’Angelo)
Cavaradossi utolsó óráját tölti. Börtönébe behallatszik egy pásztor éneke. Az elítélt búcsúlevelet ír. Tosca érkezik és elmond mindent. A festő borzadva hallgatja a történteket, Scarpia megölését. Az első döbbenet után hálával telve szorítja magához Tosca ölni is képes kis kezét. Majd – sorsa kedvező fordulatában nemigen bízva – újra átéli, mint ismerkedett meg Toscával, milyen szép napokat töltöttek együtt. Az Angyalvár tetőteraszán felsorakoznak a katonák, hogy kivégezzék Cavaradossit. Tosca biztatja: ha eldördül a lövés, színleljen halált, essen össze, aztán, ha a katonák távoztak, keljen föl, és szabad az út előttük. Eldördül a sortűz, az osztag elvonul. Tosca szólongatja földre hullott kedvesét, de a festő nem felel: halott. Közben megtalálták Scarpiát, és emberei most feltételezett gyilkosa, Tosca nyomába eredtek. Az énekesnő megérti, innen már csak egy kiút van, és a vár fokáról a mélybe veti magát.

## Zenei és drámai elemzése

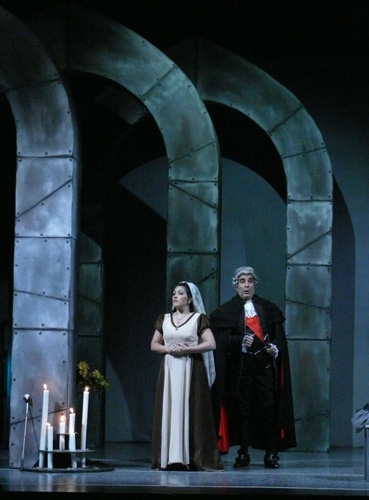
Jelenet az operából

A Tosca librettója jelentősen különbözik a Bohéméletétől. A két mű teljesen más feladatot rótt a librettistákra. A Bohéméletnél Murger utalásait és ironikus megjegyzéseit kellett megfelelően kibővíteniük ahhoz, hogy a jellemek érvényesüljenek és hassanak egymásra. A cselekmény vérszegény – a szereplők találkoznak és elválnak; a drámai feszültséget a gondosan méretezett ellentétek hozzák létre. A Toscában épp ellenkezőleg, sűríteniük kellett Sardou cselekményét, de úgy, hogy megőrizzék összefüggéseit. Míg a Bohémélet szövege elbeszélt hasonlatok és metaforák szövevénye, a Toscáé melodráma: fenyegetésekre és erőszakos cselekedetekre adott nyers válaszok, a féltékenység és a vágy hirtelen megnyilvánulásai, rövid szavak a színpadon meg nem jelenő emberekről és eseményekről.
A Tosca A trubadúrhoz, vagy a La Giocondához hasonlóan a romantikus melodráma hagyományait őrző mű. Kevésbé érvényesülnek benne a verizmus jelei, mint a Bajazzókban vagy a Parasztbecsületben, bár verisztikusnak mondható abból a szempontból, hogy Tosca végez ellenségével, Scarpiával. Ez a megoldás sokkal közelebb áll a közönséghez, sokkal elfogadhatóbb számára, mint például A trubadúr intrikái.
Már a szövegkönyvírók is fenntartással kezelték, hogy a cselekményben túl sok a kétszemélyes jelenet, egyúttal kifogásolták a nagy kórusművek hiányát is. A Tosca csak egyetlen ilyet tartalmaz, az első felvonás Te Deum jelenetét a Sant’Andrea della Valle templomban, és ez is meglehetősen egyoldalú, hiszen egyetlen szólista, Scarpia énekel a kórus előtt. A Toscában kevesebb az együttesrészlet, mint a Bohéméletben. A három főszereplő rövid tercettje a második felvonásban tulajdonképpen nem is tercett, hanem csak egy, a tenor számára írott dal a szoprán és a bariton közbekiáltásaival. A librettisták egyik fő panasza, amihez Ricordi is csatlakozott, az volt, hogy Puccini elvetette a Szerelem és Művészet Himnuszát, amit ők a harmadik felvonás csúcspontjának szántak. A legfőbb igazolás az volt, hogy 1894 októberében Párizsban Verdi megdicsérte. Verdit kétségtelenül azért hatotta meg, mert szövege nyilván illett a hosszú pályafutása végéhez közeledő szerző hangulatához. Puccini bölcsen járt el, amikor kihagyta: úgy vélte, ezek az érzések nem illenek Cavaradossihoz, akinek karrierje nem természetes halállal, sok-sok évi dicső alkotó munka után fejeződik be, hanem idő előtt, erőszakosan és igazságtalanul. Ragaszkodott ahhoz, hogy Cavaradossi kétségbeesése kapjon nagyobb hangsúlyt, és a következő kulcsszavakat javasolta: Muoio disperato (azaz kétségbeesve halok meg); ezek a Levélária szövegébe kerültek bele.
A librettóban akad néhány nehezen hihető pont és szerkezeti probléma, ezeket Sardou darabjából örökölte. Az első felvonás elején például Angelotti megjelenik a templomban, keresi a kulcsot a kápolnához, majd eltűnik benne, hogy megtalálja azt a női álöltözetet, amit nővére rejtett oda neki. Arra, hogy szökött rab, saját szavaiból következtethetünk, amelyekben bevallja, hogy őrült félelmében rendőrt látott mindenkiben, aki mellett csak elhaladt. Az, hogy talán fél Rómán át menekült azért, hogy hozzájusson az álruhához, amit egy szinte nyilvános helyen rejtettek el számára, kevéssé hihető.
A második felvonás közepén a drámai szerkezet szinte megtörik. Miután Toscát rávették, hogy árulja el Angelotti rejtekét, Cavaradossi kínzását abbahagyják, és ő Scarpia parancsából hamarosan megtudja, hogy Tosca bevallotta Angelotti tartózkodási helyét. E pillanatban megoldódik a cselekmény első felének problémája: Tosca biztosította Cavaradossi szabadságát, Scarpia pedig letartóztathatja Angelottit. Mindennek az lenne a logikus folytatása, hogy Cavaradossi Tosca ellen fordul, mert elárulta bizalmas titkát, de ez a folytatás egyetlen szóváltásra korlátozódik. Közben Sciarrone jelenti, hogy a marengói ütközet az első híradással ellentétesen végződött: Napóleon az utolsó pillanatban meglepte és leverte Melas generálist. A reakció erőinek e veresége úgy felizgatja Cavaradossit, hogy felkiált: „Győzelem!” – Scarpia ezt csak árulásnak foghatja fel, ezért megparancsolja, hogy Cavaradossit azonnal vigyék és végezzék ki. Tosca újra szembekerül a problémával, Cavaradossi kiszabadításával, de ezúttal teljesen más okból.
Lehetett volna úgy is érvelni, hogy Cavaradossit valójában nem Tosca árulása tette szabaddá, mivel nyilvánvaló, hogy a férfi cinkosa volt Angelottinak, ám ennek a vonalnak folytatása feszültségellenes lett volna. Sardou azért ragaszkodott e fogáshoz, mert tudta: a francia közönséget semmiféle összefüggésben nem hagyja hidegen Napóleon egy győzelmének híre. A színdarabban a történelmi részlet eltúlzott felhasználása jobban előkészíti a közönséget erre a fordulatra – Sardou arra számított, hogy a legtöbben úgyis előre tudják, ki győzött Marengónál. Az operában viszont, amelyben a hátteret ugyancsak megnyirbálták, Sciarrone hirtelen megjelenése zavaró. A partitúrában is gyenge ez a pillanat. Sciarrone és Scarpia rövid párbeszédének hátterében egy puffogó 2/4-es zenei részlet szól, amitől Cavaradossi győzelemkiáltása üres, hektikus hangsúlyt kap. Olyan pillanat ez, amelyben a tenor a dramaturgiailag gyenge pontért kárpótlásul magas hangokat dobhat oda a közönségnek.
A Tosca partitúrája rengeteget tartalmaz Puccini stílusának már közismert jegyeiből, de új érzelmi környezetben. A Tosca cselekménye különbözik a Manon Lescaut-étól és a Bohéméletétől. Amíg a korábbi szerelmesek elsősorban saját erkölcsi vagy fizikai gyengeségük miatt buknak el, a Toscában a Scarpia által megszemélyesített elnyomó rendszer áldozatai. A Tosca konfliktusának erkölcsi magasabbrendűsége Puccinitól is emelkedettebb stílust kívánt. A lírai kitörések pillanatai a szokásosak (rövid áriák és hosszabb kettősök), de kevesebb az ilyen pillanat, mint a korábbi operákban. Puccini újra él a visszatérő témákkal, bár ritkábban, mint a Manon Lescaut-ban vagy a Bohéméletben, de ezek több transzformáción mennek keresztül, mint az utóbbi és kevesebben, mint az előző műben. Puccini dallamai az áriákhoz és szerelmi jelenetekhez szerzett zene figyelemreméltó kivételével a Toscában önmagukban véve kevésbé lenyűgözőek, mert sok közülük egy-egy drámai helyzetet jellemez, és hatásuk csak összefüggésükben mutatkozik meg.
Az opera tulajdonképpen a három főhős története. A többiek szerepe alárendelt: magyarázza a cselekményt, de drámailag minden a három főszereplő körül mozog. A romantikus eszmény értelmében Puccini hősei nem igazi operai hősök. Cavaradossinak két rövid ária jut, Toscának csak egy, duettjük pedig töredékes, amivel Puccini a cselekmény rohanásának kedvéért a lehető legkisebbre csökkentette a lírai momentumokat. A Tosca után a közönség emlékezetében nem bámulatos pillanatok maradnak meg, hanem maga a történet: a jelenetek filmszerűen peregnek le.
- Tosca összetett jelleme nagyobb feladat elé állította Puccinit, mint akár Manon, akár Mimi. Tosca talán kevésbé tűnik rokonszenvesnek Puccini korábbi hősnőinél, mégis sokkal érdekesebb náluk. Eltökélt, bosszús, féltékenysége hirtelen tör felszínre. A Vissi d'artéban Tosca mint nő beszél; nem játszik meg semmit, hanem lelepleződik alapjában áldozatkész és nagylelkű természete. Puccini roppant ügyesen festi végig a partitúrában, és számos oldalát mutatja be érzékiségének, változékony temperamentumának.[11] Figyelemre méltó, hogy a címszereplőnek mindössze egy ária jut: Tosca a második felvonásban felcsendülő imája (Vissi d’arte). Ez a pátosszal telített ária némileg meg is töri a felvonás sodró lendületét, de a mindenkori közönség nagy kedvence.[12]
- Scarpia szerepében Puccini szintén egy számára új hangtípussal kísérletezett, ami nem hasonlít Lescaut és Marcel sokkal líraibb szerepeihez. Scarpia A Nyugat lánya Rance-ának és A köpeny Marceljének előfutára, annak az énekhangtípusnak a továbbfejlesztése, amelyet Verdi alkalmazott Jago (Otello) szerepében. Scarpia és Jago kapcsolata az első felvonásban válik nyilvánvalóvá, amikor Scarpia Attavanti márkinő legyezőjét tartja kezében, és eszébe jut, mire is használta Desdemona kendőjét Jago. A szerephez igen erőteljes baritonhang kell.[11]
- Cavaradossi számára olyan hangtípust használ Puccini, amilyent már korábban is alkalmazott: lírai tenort könnyed magas regiszterrel. Ez a szerep kevesebbet követel, mint Des Grieux, de Rodolphe-nál nehezebb. Ha úgy tűnik, hogy Cavaradossi egyéniségét elnyomja Tosca és Scarpia, az a cselekmény hibája: a hős életveszélybe kerül, és a hősnő menti meg. Arról, hogy Cavaradossi művész, Puccini meleg és lelkes zenéjével győzi meg a hallgatót. A szerepet legfőképpen a harmadik felvonás elejének híres jelenete tartja egyensúlyban. Bár ez a jelenet a spontaneitás benyomását kelti, Puccini rendkívül sokat foglalkozott formai tervezésével. A Levélária elején a költő keserédesen emlékezik az érzékiségre, a végén pedig sötét kétségbeesést érez közeli elmúlására gondolva.[11]

## Zeneművek listája
Első felvonás:

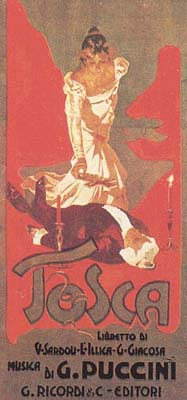
Korabeli, az előadást hirdető plakát

- Ah!… Finalmente!… Nel terror mio stolto (Angelotti belépője)
- Recondita armonia (Cavaradossi „képáriája”)
- Gente là dentro!
- Mario! Mario! Mario! (Tosca)
- Non la sospiri la nostra casetta (Tosca-Cavaradossi duett)
- Qual occhio al mondo può star di paro (Cavaradossi)
- È buona la mia Tosca (Cavaradossi)
- Sommo giubilo, Eccellenza! (sekrestyés)
- Un tal baccano in chiesa! Bel rispetto! (Scarpia belépője)
- Mario? Mario? (Tosca)
- Dove son? Potessi coglierli i traditori! (Tosca)
- Tre sbirri... Una carrozza... Presto! (Scarpia)
- Adjutorium nostrum („Te Deum” – kórus)

Második felvonás:
- Tosca è un buon falco!... (Scarpia)
- O galantuomo (Scarpia)
- Ed ora fra noi parliam da buoni amici. (Scarpia)
- Ed or la verità. (Scarpia)
- Floria (Cavaradossi)
- Vittoria! Vittoria! (Cavaradossi)
- Vissi d'arte (Tosca imája)
- Vedi, le man giunte io stendo a te! (Tosca)
- Tosca, finalmente mia! (Scarpia)
- È morto. Or gli perdono! (Tosca)

Harmadik felvonás:
- Io de' sospiri te ne rimanno tanti (pásztorfiú)
- Mario Cavaradossi? A voi. (börtönőr)
- E lucevan le stelle... (Cavaradossi – Levélária)
- Ah! Franchigia a Floria Tosca... (Cavaradossi)
- O dolce mani mansuete e pure (Tosca-Cavaradossi kettős)
- E non giungono… (Tosca)
- Come è lunga l'attesa! (Tosca)
- Presto, su! Mario! Mario! Su, presto! Andiamo! (Tosca)

## Hangszerelés

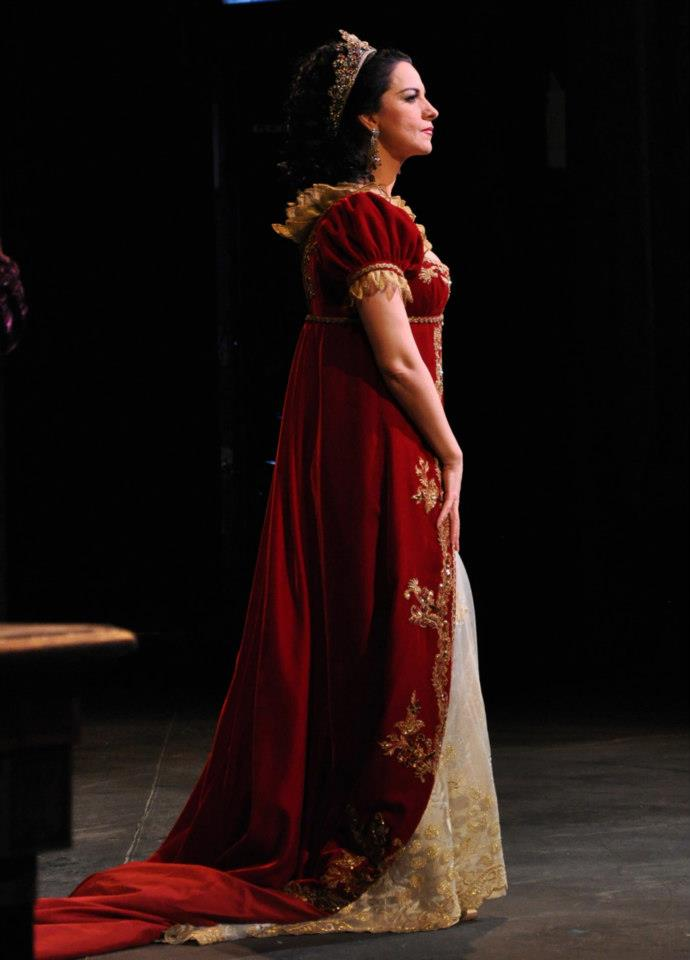
Angela Gheorghiu Tosca szerepében 2012-ben a San Franciscó-i Operaházban

Hangszerelés szempontjából a Tosca igazi előrelépés Puccini életművében, mert szélesebben alkalmazza benne a hangszerek színhatásait, mint azelőtt. A három kezdő akkordot például – olyan akkordsor, amely az egész hangú skálán alapszik – teljes zenekarra hangszerelte. A Toscában Puccini rendkívül sok változatban használja a különféle méretű és hangolású harangokat (a templomban például egy F-harang bongja az Angelust).
Az eredeti partitúra a következő hangszereket írja elő:
- 3 fuvola (a II. és III. piccolo), 2 oboa, angolkürt, 2 klarinét, basszusklarinét, 2 fagott, kontrafagott;
- 4 kürt, 3 trombita, 3 harsona, basszusharsona;
- üstdob, dob, triangulum, tam-tam, nagydob;
- harangjáték, cseleszta, harang, hárfa;
- vonós hangszerek.

A színpadról szól egy fuvola, hárfa, 4 kürt, 3 harsona, harang, orgona, brácsa, 2 dob.

## Az ősbemutató

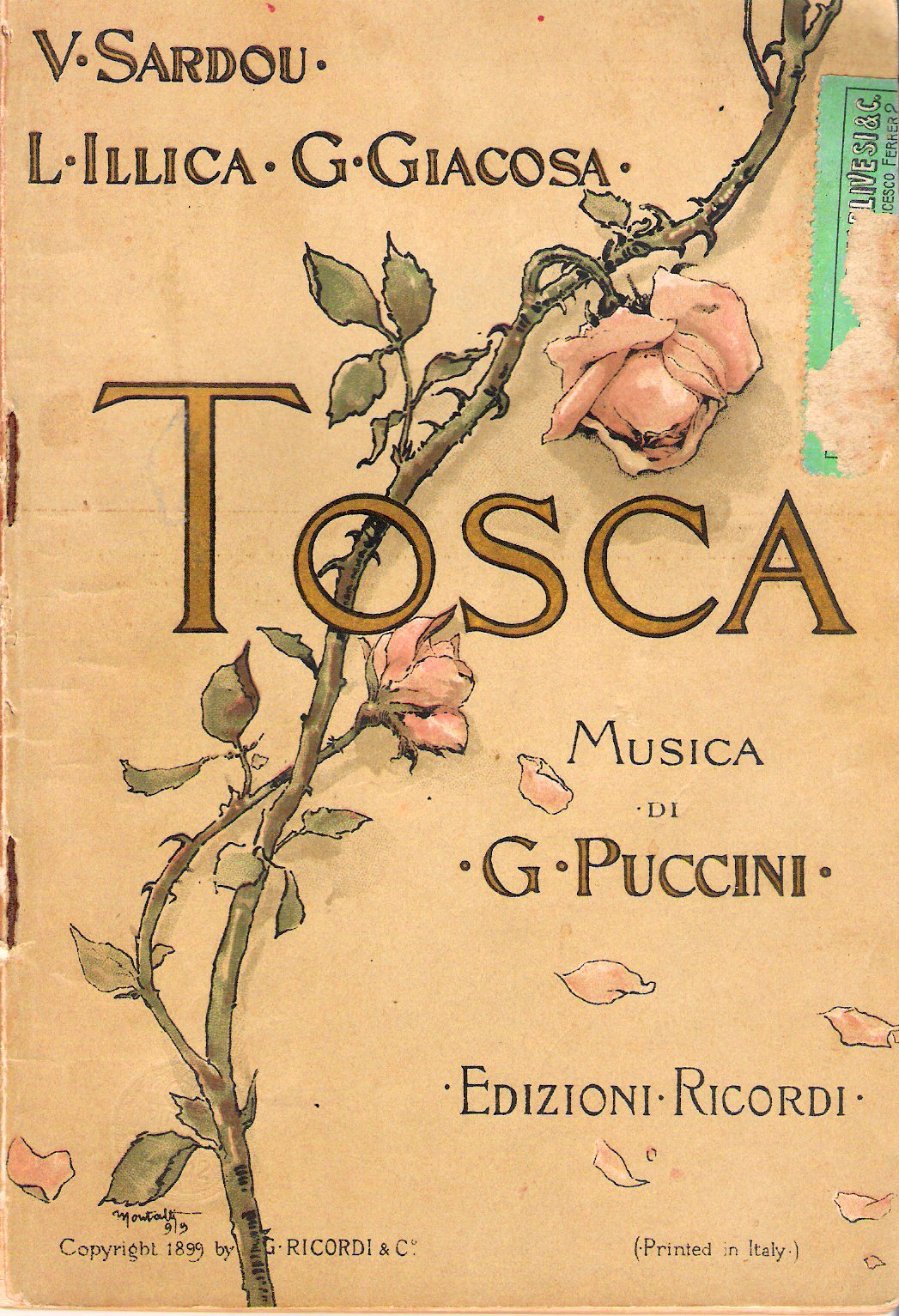
Az eredeti librettó címoldala 1899-ből

A Tosca premierje előtti két hónapot Puccini idegesen töltötte. Bosszantotta, hogy tétlenségre kényszerült miután a partitúrát leszállította, és ezért eleven levelezésbe kezdett Illicával, megpróbált új témát találni. Időközben megromlott a Illica és Giocosa viszonya, miután utóbbi a L’Illustrazione Italiana című lapban saját költeményként publikálta az utolsó felvonás Amaro sol per te szonettjét. Ricordi mindent megtett, hogy lecsendesítse az ellenségeskedő librettistákat. Ahogy közeledett a bemutató időpontja, úgy került át Rómába Puccini, Ricordi és a szövegírók aggodalmának gyújtópontja. Sohasem hozták nyilvánosságra, miért is akarta Ricordi, hogy a Toscát Rómában mutassák be. A premier Milánótól Torinónál is messzebb viteléhez már az is elég ok lehetett, hogy Franchetti és követői esetleg zavart keltettek volna, ha a Toscát a Scalában mutatják be. Rómának, mint Olaszország fővárosának megvolt a zenei életben a maga súlya. Operaközönsége választékos, sőt hozzáértő volt, így az, hogy Puccini legújabb operáját ott vitték színre, nagyjából egyet jelentett a zeneszerző nemzeti elismerésével. Ezenkívül a római közönség már bizonyította, hogy szívesen látja az új operákat, mert tíz évvel korábban itt fogadták fékeveszett lelkesedéssel a Parasztbecsületet is. A választás egy másik oka természetesen az volt, hogy a Tosca minden egyes felvonása egy-egy kiemelkedően jellegzetes római helyen játszódik.
A bemutatóra összeválogatott szereplőgárda a nagy nevek ellenére gyengének bizonyult. Tosca szerepére Darclée-t azért tartották megfelelőnek, mert nemcsak színpadi, hanem társadalmi sikerek is álltak már mögötte, és ez akkoriban jóval többet nyomott a latban, mint manapság. Puccini kitűnőnek találta megjelenését és hangját Tosca szerepéhez, de aggódott amiatt, hogy az énekesnőből hiányzik a temperamentum. Csak hat hónappal később, Londonban talált olyan szopránt, Milka Terninát, aki valóban tetszett neki a szerepben. Mario Cavaradossi szerepére sokan áhítoztak, közöttük Enrico Caruso, aki már énekelt korábban is a bemutatónak otthont adó Teatro Costanziban, és sikereire tekintettel számított arra, hogy megkapja a szerepet. Maga Puccini döntött ellene, ugyanis Caruso szerepeltetése kockázatos lett volna, mert énektechnikája még nem volt olyan biztos, mint amilyenné később vált, színészi alakítása határozottan primitív volt, és nem igazán volt meg benne az a physique du rôle, ami az arisztokrata festő Cavaradossi megformálásához kellett. Puccini Emilio de Marchit választotta, aki már több mint egy évtizedes karrierre tekinthetett vissza, és aki a milánói Scala egyik ünnepelt tenoristája volt. Scarpia szerepére Eugenio Giraldoni baritonistát szemelte ki. Az énekes két egykori operacsillag: a szoprán Carolina Ferni és a bariton Leone Giraldoni fiaként örökölte tehetségét. A további szereposztás: Ettore Borelli (a sekrestyés), Ruggero Galli (Angelotti), Salvatore Giordano (Spoletta) és Gironi (Sciarrone és a börtönőr).
Az eredetileg 1900. január 13-ára kitűzött előadást a baljós előjelek miatt egy nappal előbbre hozták, vasárnapra, ugyanis féltek afféle bombatámadásoktól, amilyenekre már volt példa. Puccini legújabb operájának premierje nemzetközi szenzáció volt: megjelentek rajta az összes vezető európai lap, sőt, néhány tengerentúli újság tudósítói is. A közönség fényes volt: a kormányból ott volt Luigi Pelloux miniszterelnök és számos miniszter, a királyi családból pedig Margit királyné. A zenei világot Puccini vetélytársainak teljes sora képviselte, köztük Mascagni és Franchetti.
Alig ment fel az első felvonás függönye, amikor az előcsarnokban lármázó későn érkezők - akik bebocsátásért hangoskodtak, és akiket a már a nézőtéren tartózkodók ugyancsak hangosan intettek le - olyan zűrzavart teremtettek, hogy Mugnone, bár ellenállt a kísértésnek, hogy a nemzeti himnuszra térjen át, letette a vezénylőpálcát. A függönyt leeresztették, és miután valamennyire helyreállt a rend, az előadást némileg bizonytalanul újrakezdték. Sok jelenlevő úgy emlékezett vissza, hogy a közönség szokatlanul nyugtalan és zajos volt. Gyakran hangzottak el gúnyolódó megjegyzések. Mascagni úgy időzítette megérkezését páholyába, hogy a legnagyobb hatást érje el: hangos Éljen Mascagni! kiáltások üdvözölték. Az előadás így, szinte nem is palástoltan ellenséges hangulatban folyt tovább. Ezek után meglepő, hogy az opera számos részletét tapsvihar követte, megújrázták mindkét tenoráriát, Tosca imáját, az első felvonás fináléját és – amit Puccini nagy igazolásként élt meg – a harmadik felvonás Ricordi által kifogásolt kettősét. A szerzőt az első felvonás után kétszer hívta ki a függöny elé a közönség, a Vissi d’arte után pedig egyszer. Az előadás végén viszonylag csekély volt lelkesedés, a szerzőt sem szólították a függöny elé, így az új darab sikerét vegyesnek ítélték.
Vegyesek voltak a kritikák is. A Tosca legelső előadásának kritikusai közül egy sem tagadta, hogy akadnak a műben hatásos lírai részletek. Legtöbbjük dicsérte Puccini ügyes hangszerelését. Sokuk megérezte, hogy itt Puccini erősebb drámai érzéket árul el, mint korábbi partitúráiban. Néhányuk egyszerűen visszataszítónak találta a cselekmény szadizmusát, és többen panaszkodtak a partitúra egyenetlenségeire. Egyesek megjegyezték, hogy minél erőszakosabb a cselekmény, annál üresebb a zene. Azt azért csak kevesen merték állítani, hogy az operának csekély vagy semmi esélye sincs a fennmaradásra. A kritikák ekkor említették először Puccini saját stílusát. Ippolito Valetta zenekritikus a Nuova Antologia lapjain ekképpen vélekedett:
| „                  | Bizonyos skálaharmonizálási szokások, a kvartakkordok gyakorisága, a disszonanciák feloldásának hosszú késleltetése (az ember már nem beszél előkészítésről), furcsa modulációk gyors átmenetei, ritmuskontrasztok és gyakori szinkópálás, az ütem hangsúlytalan részének erős hangsúlyozásával létrehozott rándulások, ez az a mozgékony vagy kaleidoszkópszerű háttér, amelyben Puccini örömét lelte a Bohéméletnél és gyönyörűségét a Toscánál. Senki sem képes meggyőzni engem arról, hogy mindez nem áll össze, mint mondani szokás, bizonyos stílussá… E rendszert elismerve, kevesen alkalmazzák azt Puccini könnyedségével és ügyességével. | ” |
| – Ippolito Valetta | |   |

### Bemutatók világszerte
Bemutatók világszerte:
| - Anglia: London, 1900. július 12. - Argentína: Buenos Aires, 1900. június 16. - Ausztria: Graz, 1904. június 10. - Ausztrália: Sydney, 1911. október 11. - Belgium: Brüsszel, 1904. április 2. - Brazília: Rio de Janeiro, 1900. szeptember 13. - Bulgária: Várna, 1906. május 10. - Chile: Santiago de Chile, 1901. június 30. - Costa Rica: San José, 1903. - Csehország: Prága, 1903. november 21. - Dánia: Koppenhága, 1910. május 5. - Egyesült Államok: New York, 1901. február 4. - Egyiptom: Kairó, 1901. november 26.3 - Észtország: Tallinn, 1911. - Görögország: Athén, 1901. április 14. - Finnország: Helsinki, 1905. szeptember 20. - Franciaország: Párizs, 1903. október 13. - Fülöp-szigetek: Manila, 1907. január 24. - Hollandia: Hága, 1904. december 22. - Horvátország: Zágráb, 1911. október 6. - Írország: Dublin, 1909. december 31. - Kolumbia: Bogotá, 1910. augusztus 9. - Kuba: Havanna 1902. december 13. - India: Kolkata, 1916. január 20. - Izrael: Tel-Aviv, 1925. január 25. - Japán: Jokohama, 1919. szeptember 20. - Jugoszlávia: Belgrád, 1914. január 10. - Kína: Sanghaj, 1915. január 21. | - Lengyelország: Varsó, 1903. november 7. - Lettország: Riga, 1911. - Líbia: Tripoli, 1914. április 14. - Litvánia: Kaunas, 1909. november - Magyarország: Budapest, 1903. december 1. - Málta: Valletta, 1903. március 4. - Mexikó: Mexikóváros, 1901. július 27. - Monaco: Monte Carlo, 1903. március 28. - Németország: Drezda, 1902. október 21. - Norvégia: Oslo, 1921 - Oroszország: Szentpétervár, 1905. december 20. - Panama: Panamaváros, 1908. november 3. - Paraguay: Asunción, 1903. - Peru: Lima, 1903. július 15. - Portugália: Lisszabon, 1901. január 29. - Románia: Bukarest, 1902. február 11. - Salvador: San Salvador, 1905. május 10. - Spanyolország: Madrid, 1900. december 15. - Srí Lanka: Colombo, 1916. május 13. - Svájc: Genf, 1906. december 7. - Svédország: Stockholm, 1904. február 15. - Szlovénia: Ljubljana, 1906. - Törökország: Konstantinápoly, 1900. augusztus 23. - Tunézia: Tunisz, 1903. - Ukrajna: Odessza, 1901. január 1. - Uruguay: Montevideo, 1902. augusztus 17. - Új-Zéland: Auckland, 1917. január 11. - Venezuela: Caracas, 1905. október 25. |

### Magyarországi bemutató
A Tosca bemutatója Máder Rezsőnek, a Magyar Királyi Operaház igazgatójának köszönhető: ő indította el az Operaházban a nagy Puccini-korszakot. A Tosca érkezése 1903. december 1-jén nem váltott ki egyhangú ujjongást a kritikából. A zenevilágban Kacsóh Pongrác elrettentő példaként idézte Scarpia frenetikus jellemmotívumának B-dúr, Asz-dúr és E-dúr akkordokból álló sorozatát, hozzátéve, hogy ez valóságos negációja minden tonalitásnak, kigúnyolása minden dallamvezetésnek. Kacsóh azonban korabeli kritikustársaihoz hasonlóan tudta, hogy az opera főszerepe óriási virtuóz női szerep, amely tökéletes drámai énekesnőt és színésznőt kíván. Ez a legfőbb oka az opera hódító erejének. A fél évig próbált darab premierjét Máder vezényelte. Tosca szerepében Krammer Teréz, Cavaradossiként pedig Anthes György lépett színpadra. Tizennyolc előadással érte meg az első évadot, utána az előadások száma évadonként 5–10 között mozgott.

## Híres balesetek az előadásokon
Számtalan történet kering a Tosca kaotikus és baklövésekkel teli előadásairól. Ezek közül kettő legendássá vált, bár igazságukat máig vitatják. Az első egy 1960-as New York-i produkció. A címszerepet éneklő primadonna különféle kéréseivel és dühkitöréseivel rendkívül népszerűtlenné tette magát – elannyira, hogy a színfalak mögött dolgozó személyzet úgy döntött, bosszút áll rajta. Az utasítás szerint az opera végén Toscának le kell ugrania az Angyalvár oromzatáról, miután szerelmét kivégezték. Általában biztonságosan földet ért egy speciális matracon. A legendák szerint ezen ominózus előadáson a személyzet a matracot egy különösen rugalmas trambulinnal cserélte fel. Tosca drámai ugrásának hatása rövid ideig tartott, mivel az énekesnő többször is újra meg újra felbukkant a mellvéd fölött, dühtől ordítva. A másik történet szerint egy 1961-es San Franciscó-i előadáson egy csapat, próbát alig látott statisztát küldtek a színpadra kivégzőosztagnak. Az instrukció szerint be kellett menniük kivégezni az elítéltet, majd feletteseik után elhagyni a színpadot. A színpadon azonban az osztag tagjai zavarba jöttek, amikor meglátták, hogy Tosca és Cavaradossi is jelen van: nem tudták melyikre is kell lőni. Végül Tosca mellett döntöttek – elvégre ő a tragikus névadó hősnő – de helyette a szeretője esett össze holtan mellette. Az esetet további zűrzavar követte, amikor Tosca levetette magát a mellvédről, és a férfiak egyedül maradtak a színpadon. Utasításukhoz hűen felettesüket követve ők is elhagyták a színpadot, egymás után ugrálva le a mellvédről.
A Tosca feszültséggel teli fináléja a bakikon kívül számos balesetre is alkalmat adott. 1995. július 30-án a maceratai nyári fesztiválon Fabio Armiliato tenor szenvedett sérüléseket, amikor az áltöltény a lábfejéhez túl közel robbant el. Az összeeső tenort átölelő Tosca (Raina Kabaivanska) a férfin terjedő vérfoltot meglátva elájult. Az eset után Armiliato úgy nyilatkozott, hogy szerencséjére a katonák nem a fejét célozták meg. Öt nappal később ismét színpadra állt, de mankói a második felvonás közben megcsúsztak, Armiliato elesett és a másik lábát eltörte.
Maria Callas egyszer a második felvonásban túl közel állt a színpadon égő gyertyához, és a parókája lángra kapott. A Scarpiát alakító Tito Gobbi rávetette magát, és ölelésével eloltotta a felkapó lángokat. Tosca utálattal nyomta le magáról a férfit, közben a fülébe súgott egy köszönömöt.

## Felvételek

### Audio
| Év   | Szereposztás (Tosca, Cavaradossi, Scarpia)                  | Karmester, Operaház és/vagy zenekar                                                                                            | Kiadó                                             | Katalógusszám    |
| ---- | ----------------------------------------------------------- | --- | ------------------------------------------------- | ---------------- |
| 1920 | Valentina Bartolomasi, Attilio Salvaneschi, Adolfo Pacini   | Carlo Sabajno, Milánó, Teatro alla Scala                                                                                       | HMV                                               | S5701-24 (78rpm) |
| 1929 | Carmen Melis, Piero Pauli, Apollo Granforte                 | Carlo Sabajno, Milánó, Teatro alla Scala                                                                                       | VAI (a Gramophone Company felvétele)              | 1076             |
| 1930 | Bianca Scacciati, Alessandro Granda, Enrico Molinari        | Lorenzo Molajoli, Milánó, Teatro alla Scala                                                                                    | Columbia Graphophone Company                      | 9930-43 (78rpm)  |
| 1938 | Maria Caniglia, Beniamino Gigli, Armando Borgioli           | Oliviero De Fabritiis, Róma, Teatro dell’Opera di Roma                                                                         | Naxos Records (a HMV felvétele)                   | 8.110096-97      |
| 1946 | Grace Moore, Jan Peerce, Lawrence Tibbett                   | Cesare Sodero, New York, Metropolitan Opera (élő)                                                                              | Myto Records                                      | MCD 942 98       |
| 1950 | Maria Callas, Mario Filippeschi, Robert Weede               | Umberto Mugnai, Mexikóváros, Szépművészeti Palota (élő)                                                                        | Myto                                              | 2042             |
| 1951 | Simona Dall'Argine, Nino Scattolini, Scipio Colombo         | Argeo Quadri, Bécs, Staatsoper                                                                                                 | Preiser Records (a Westminster Records felvétele) | 20024            |
| 1951 | Adriana Guerrini, Gianni Poggi, Paolo Silveri               | Francesco Molinari-Pradelli, A torinói RAI zenekara és kórusa                                                                  | Warner Fonit (a Cetra Records felvétele)          | 5046 63305-2     |
| 1951 | Renata Tebaldi, Giuseppe Campora, Enzo Mascherini           | Alberto Erede, A római Santa Cecilia Akadémia zeneakara és kórusa                                                              | Pearl (a Decca felvétele)                         | 199              |
| 1951 | Vera Petrova, Eddy Ruhl, Piero Campolonghi                  | Emilio Tieri, A firenzei Maggio Musicale zenekara és kórusa                                                                    | Remington Records                                 | 199-62 (LP)      |
| 1952 | Maria Callas, Giuseppe Di Stefano, Piero Campolonghi        | Guido Picco, Mexikóváros, Szépművészeti Palota (élő)                                                                           | Melodram                                          | 20016            |
| 1953 | Maria Callas, Giuseppe Di Stefano, Tito Gobbi               | Victor de Sabata, Milánó, Teatro alla Scala                                                                                    | EMI Classics                                      | 562890           |
| 1955 | Gigliola Frazzoni, Ferruccio Tagliavini, Giangiacomo Guelfi | Arturo Basile, A torinói RAI zenekara és kórusa                                                                                | Cetra Records                                     | 3261 (LP)        |
| 1956 | Renata Tebaldi, Richard Tucker, Leonard Warren              | Dimitri Mitropoulos New York, Metropolitan Opera (live)                                                                        | Metropolitan Opera Historic Broadcast             | MET 10 (LP)      |
| 1957 | Dorothy Kirsten, Daniele Barioni, Frank Guarrera            | Dimitri Mitropoulos New York, Metropolitan Opera                                                                               | Metropolitan Opera Record Club                    | M0724 (LP)       |
| 1957 | Zinka Milanov, Jussi Bjorling, Leonard Warren               | Erich Leinsdorf, Róma, Teatro dell’Opera di Roma                                                                               | RCA Records                                       | 63305            |
| 1957 | Zinka Milanov, Franco Corelli, Giangiacomo Guelfi           | Alexander Gibson, London Royal Opera House (élő)                                                                               | Royal Opera House Heritage Series                 | 5                |
| 1957 | Antonietta Stella, Gianni Poggi, Giuseppe Taddei            | Tullio Serafin, Nápoly, Teatro di San Carlo                                                                                    | Philips Records                                   | 6720 007 (LP)    |
| 1959 | Renata Tebaldi, Mario del Monaco, George London             | Francesco Molinari-Pradelli, A római Santa Cecilia Akadémia zeneakara és kórus                                                 | Decca Records                                     | 1064502          |
| 1959 | Renata Tebaldi, Giuseppe Di Stefano, Tito Gobbi             | Gianandrea Gavazzeni Milánó, Teatro alla Scala                                                                                 | Opera d'Oro                                       |                  |
| 1960 | Jane Rhodes, Albert Lance, Gabriel Bacquier                 | Manuel Rosenthal, Párizs, Opéra                                                                                                | Véga                                              | 28017-9 (LP)     |
| 1960 | Stefania Woytowicz, Kónya Sándor, Kim Borg                  | Horst Stein, A berlini Staatsoper                                                                                              | Deutsche Grammophon                               | 138722-3 (LP)    |
| 1962 | Leontyne Price, Giuseppe Di Stefano, Giuseppe Taddei        | Herbert von Karajan, Bécsi Filharmonikusok                                                                                     | Decca Records                                     | 639002           |
| 1964 | Maria Callas, Carlo Bergonzi, Tito Gobbi,                   | Georges Pretre, Párizs, Orchestre de la Societé du Conservatoire                                                               | EMI Classics                                      | 66444            |
| 1964 | Maria Callas, Renato Cioni, Tito Gobbi                      | Carlo Felice Cillario, London, Royal Opera House (élő)                                                                         | EMI Classics                                      | 62675            |
| 1964 | Tamara Milaskina, Zurab Andzaparidzye, Oleg Kljonov,        | Jevgenyij Szvetlanov, Szovjet Állami Szimfonikus Zenekar és Kórus                                                              | Classical Records (Oroszország)                   | CR-024           |
| 1966 | Birgit Nilsson, Franco Corelli, Dietrich Fischer-Dieskau    | Lorin Maazel, A római Santa Cecilia Akadémia zenekara és kórusa                                                                | Decca Records                                     | 460753           |
| 1972 | Leontyne Price, Plácido Domingo, Sherrill Milnes            | Zubin Mehta, New Philharmonia Orchestra, John Alldis Choir, Wandsworth School Boys Choir                                       | RCA                                               | 70783            |
| 1976 | Galina Visnyevszkaja, Franco Bonisolli, Matteo Manuguerra   | Msztyiszlav Rosztopovics, Francia Nemzeti Zenekar                                                                              | Deutsche Grammophon                               | 458402           |
| 1976 | Montserrat Caballé, José Carreras, Ingvar Wixell            | Colin Davis, Royal Opera House                                                                                                 | Philips Records                                   | 438359           |
| 1976 | Tamara Milaskina, Vlagyimir Atlantov, Jurij Mazurok         | Mark Ermler, Moszkva, Bolsoj Színház                                                                                           | Melodiya                                          | C 08431-36 (LP)  |
| 1978 | Mirella Freni, Luciano Pavarotti, Sherrill Milnes           | Nicola Rescigno, London Opera Chorus, National Philharmonic Orchestra, Wandsworth School Boys Choir                            | Decca                                             | 414036           |
| 1979 | Katia Ricciarelli, José Carreras, Ruggero Raimondi          | Herbert von Karajan, Berlini Filharmonikusok                                                                                   | Deutsche Grammophon                               | 4138152          |
| 1980 | Renata Scotto, Plácido Domingo, Renato Bruson               | James Levine, Philharmonia Orchestra, Ambrosian Opera Chorus, St. Clement Danes School Choir                                   | EMI Classics                                      | 66504            |
| 1988 | Marton Éva, José Carreras, Juan Pons                        | Michael Tilson Thomas, Magyar Állami Filharmónia                                                                               | Sony Music Entertainment                          | 091175           |
| 1990 | Kiri Te Kanawa, Giacomo Aragall, Leo Nucci                  | Solti György, National Philharmonic Orchestra, Welsh National Opera Chorus, Royal Opera House Convent Garden Children's Chorus | Decca                                             | 414597           |
| 1990 | Mirella Freni, Plácido Domingo, Samuel Ramey                | Giuseppe Sinopoli, Philharmonia Orchestra                                                                                      | Deutsche Grammophon                               | 431775           |
| 1990 | Rajna Kabaivanszka, Luciano Pavarotti, Ingvar Wixell        | Daniel Oren, London, Royal Opera House                                                                                         | RCA Red Seal Records                              | 61806            |
| 1996 | Jane Eaglen, Dennis O'Neill, Gregory Yurisich               | David Parry, Philharmonia Orchestra, Geoffrey Mitchell Choir, Peter Kay Children's Choir                                       | Chandos Records                                   | 3000             |
| 2000 | Angela Gheorghiu, Roberto Alagna, Ruggero Raimondi          | Antonio Pappano, London, Royal Opera House                                                                                     | EMI Classics                                      | 57173            |

### Operafilmek
!Év
!Szereposztás 
(Tosca, Cavaradossi, Scarpia)
!Karmester,
Operaház és/vagy zenekar
!Kiadó
|-
| 1976 || Raina Kabaivanska,
Plácido Domingo,
Sherrill Milnes || Bruno Bartoletti,
 New Philharmonia Orchestra
Ambrosian Singers
 (Film – rendezte Gianfranco De Bosio)|| Deutsche Grammophon

|-
| 1985 || Hildegard Behrens,
Plácido Domingo,
 Cornell MacNeil || Giuseppe Sinopoli,
 Metropolitan Opera Orchestra and Chorus ||Deutsche Grammophon
|-
| 1992 || Catherine Malfitano,
Plácido Domingo,
Ruggero Raimondi || Zubin Mehta,
 RAI Orchestra Sinfonica and Coro di Roma
 (Film – rendezte Brian Large / Giuseppe Patroni Griffi)||Teldec Video
|-
|1998 || Catherine Malfitano,
Richard Margison,
Bryn Terfel || Riccardo Chailly,
 De Nederlandse Opera
Royal Concertgebouw Orchestra
Chorus of De Nederlandse Opera
 (Film – rendezte Misjel Vermeiren)||Decca
|-
|2001 || Angela Gheorghiu,
Roberto Alagna,
Ruggero Raimondi || Antonio Pappano,
 Royal Opera House 
 (Film – rendezte Benoît Jacquot)||EMI Classics
|-
|2004 || Daniela Dessi,
Fabio Armiliato,
Ruggero Raimondi || Maurizio Benini,
 Teatro Real
 (Film – rendezte Nuria Espert)||Opus Arte
|-
|}

## Lejátszható felvételek
| Tosca:Recondita armonia   | Tosca:Vissi d’arte |
| Tosca:E lucevan le stelle | Tosca:Te Deum      |

## YouTube
- Tosca II – Vissi d'arte (magyar és olasz felirattal) közzétéve: 2020. november 20.
- Tosca I – Recondita armonia – Titokzatos harmónia (HD, magyar felirattal) közzétéve: 2021. február 4.
- Tosca I – Tosca, mi fai dimenticare Iddio! – Tosca, elfeledteted velem Istent! (HD, magyar felirattal) közzétéve: 2020. november 5.
- Tosca III – E lucevan le stelle… (HD, magyar felirattal) közzétéve: 2020. november 8.
- Tosca – Netrebko – Teatro alla Scala, 2019 (3 részben: 53, 50, 46 perc; olasz és magyar felirattal) közzétéve: 2021. december 29.